# Chapelle de Nossa Senhora dos Remédios (Angra do Heroísmo)
 (février 2023).
Si vous disposez d'ouvrages ou d'articles de référence ou si vous connaissez des sites web de qualité traitant du thème abordé ici, merci de compléter l'article en donnant les références utiles à sa vérifiabilité et en les liant à la section « Notes et références ».
En pratique : Quelles sources sont attendues ? Comment ajouter mes sources ?
La chapelle de Nossa Senhora dos Remédios, également appelée Igreja do Orfanato do Beato João Baptista Machado, est située dans le centre historique de la ville d'Angra do Heroísmo, sur l'île de Terceira, aux Açores.

## Histoire
Cet ancien temple fait partie du complexe Solar de Nossa Senhora dos Remédios, également connu sous le nom de Solar do Provedor das Armadas, car c'était la maison du Provedor das Armadas.
Actuellement, le couvent, auquel la chapelle est rattachée, n'abrite plus l'Orphelinat de Beato João Batista Machado. Après le tremblement de terre de 1980, qui a causé d'importants dégâts, l'ensemble a été acquis par le gouvernement auprès de ses anciens propriétaires, après avoir subi des travaux de restauration.
Solar dos Remédios et la chapelle attenante sont classées Immeubles d'Intérêt Public, classement comprenant l'inclusion dans l'ensemble classé de la zone centrale de la ville d'Angra do Heroísmo.

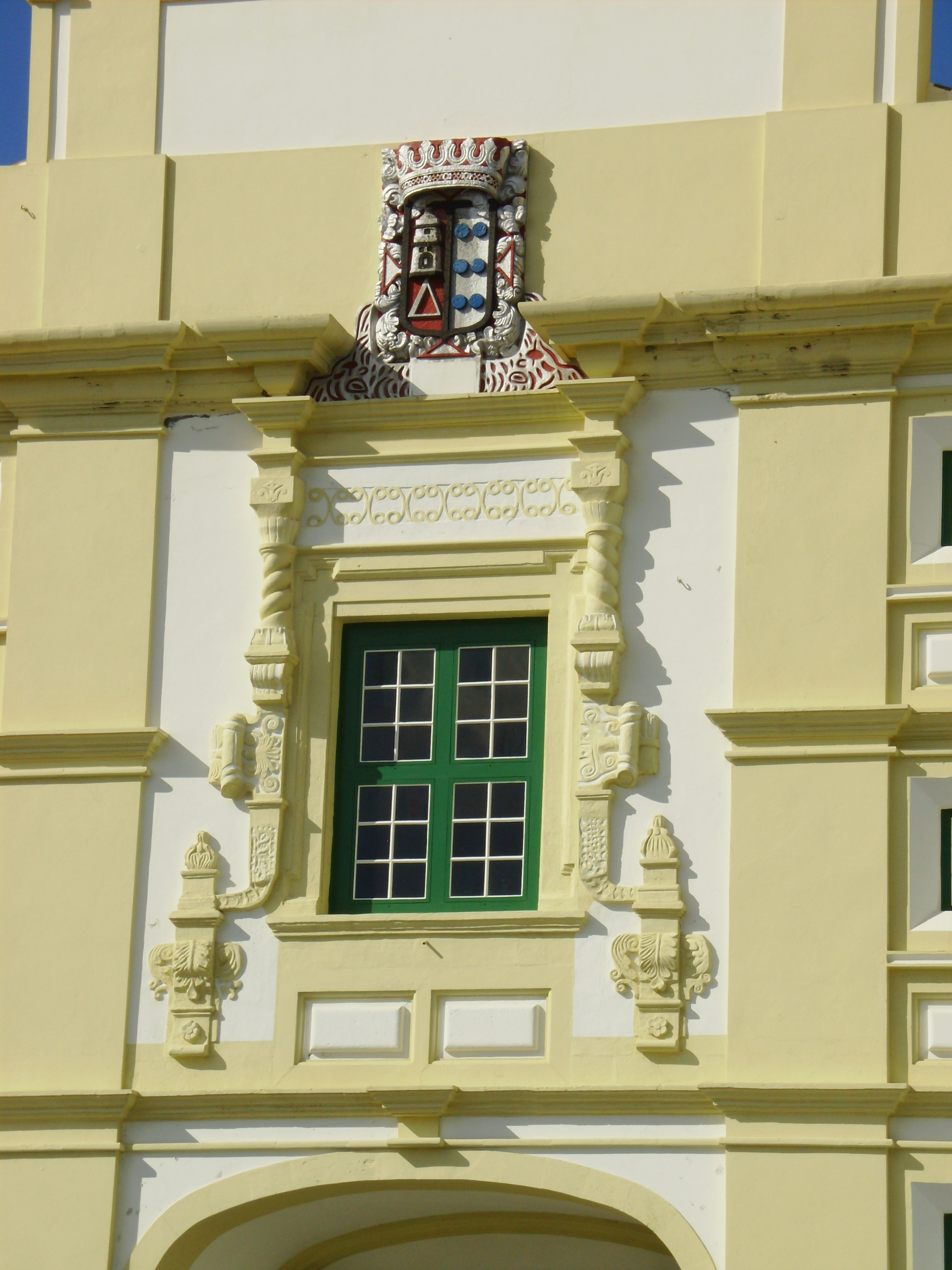
Détail du portail avec les armoiries de Canto e Castro.

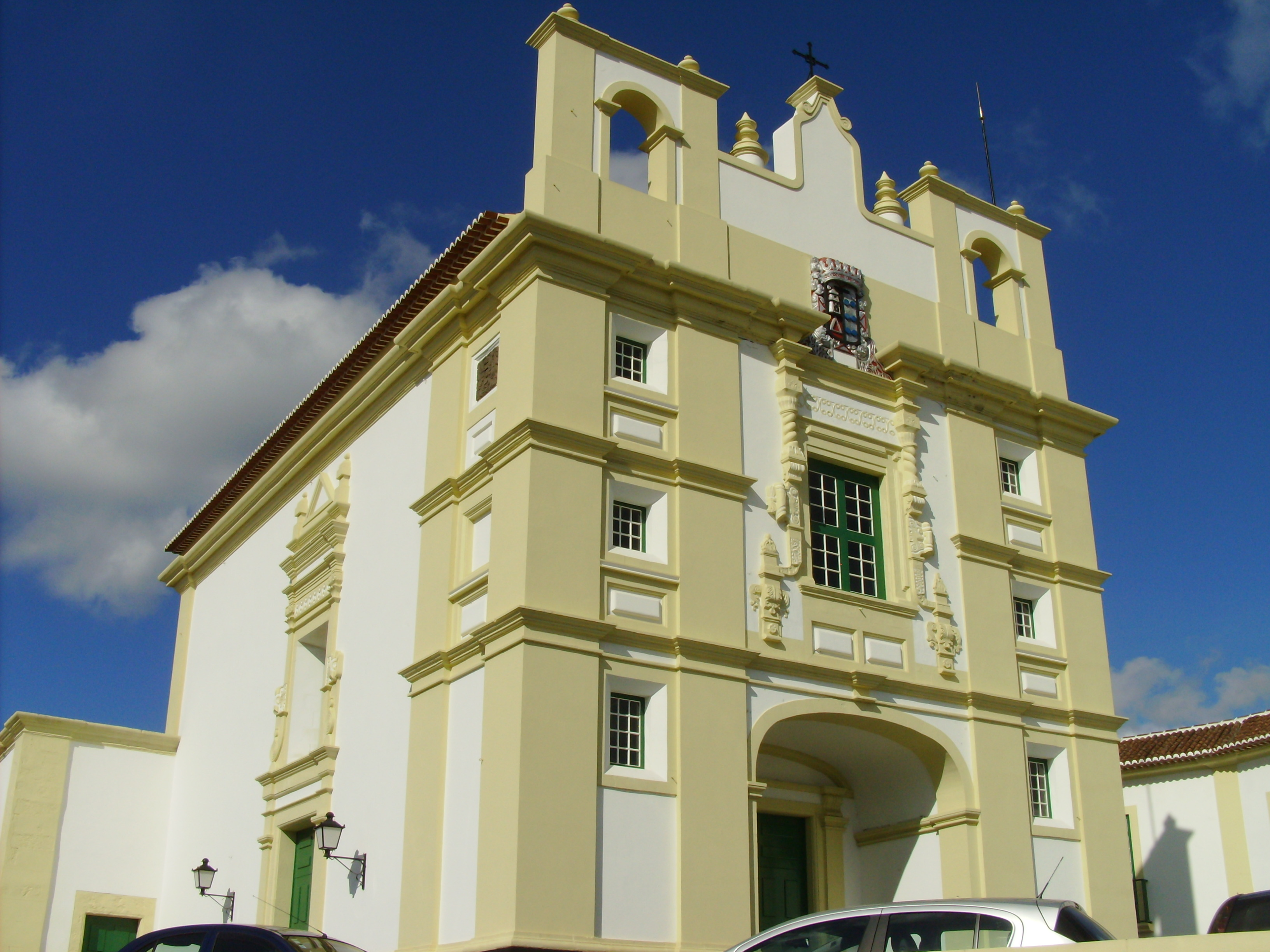
Vue latérale.